# Phyre
Phyre y Phyre2 ( P rotein H omology / Analog Y R ecognition E ngine; pronunciado como 'fuego' en inglés) son servicios gratuitos basados en una interfaz la web para la predicción de la estructura de proteínas . Phyre es uno de los métodos más populares para la predicción de la estructura de proteínas que se ha citado más de 1500 veces. Al igual que otras técnicas de modelado por homología remota (ver subprocesamiento de proteínas ), es capaz de generar regularmente modelos de proteínas confiables cuando otros métodos ampliamente utilizados, como el PSI-BLAST, no pueden. Phyre2 ha sido diseñado para garantizar una interfaz fácil de usar para los usuarios no expertos en métodos de predicción de la estructura de proteínas. Su desarrollo está financiado por el Consejo de Investigación de Biotecnología y Ciencias Biológicas .
Los servidores Phyre y Phyre2 predicen la estructura tridimensional a partir de una secuencia de proteínas utilizando los principios y técnicas de modelado por homología . Debido a que la estructura de una proteína está más conservada en la evolución que su secuencia de aminoácidos, la estructura de una secuencia de proteína de interés (la diana) puede modelarse con una precisión razonable a partir de una estructura conocida cuya secuencia este muy relacionada con la estructura conocida (la plantilla), siempre que la relación entre el objetivo y la plantilla se puede discernir a través de la alineación de secuencias . Actualmente, los métodos más potentes y precisos para detectar y alinear secuencias relacionadas de forma remota se basan en perfiles o modelos ocultos de Markov (HMM) . Estos perfiles / HMM capturan la propensión mutacional de cada posición en una secuencia de aminoácidos basada en mutaciones observadas en secuencias relacionadas y pueden considerarse como una "huella dactilar evolutiva" de una proteína en particular. 
Típicamente, las secuencias de aminoácidos de un conjunto representativo de todas las estructuras de proteínas tridimensionales conocidas se compilan, y estas secuencias se procesan por comparación contra una gran base de datos de secuencias de proteínas. El resultado es una base de datos de perfiles o HMM, una para cada estructura 3D conocida. Una secuencia provista por el usuario se procesa de manera similar para formar un perfil / HMM. Este perfil de usuario se escanea contra la base de datos de perfiles utilizando técnicas de alineación de perfil de perfil o HMM-HMM. Estas alineaciones también pueden tomar en cuenta los patrones de elementos de la estructura secundaria predichos o conocidos y se pueden calificar utilizando varios modelos estadísticos. Ver la predicción de la estructura de la proteína para más información. 
El primer servidor Phyre se lanzó en junio de 2005 y utiliza un algoritmo de alineación de perfil-perfil basado en la matriz de puntuación específica de cada proteína. El servidor Phyre2 se lanzó públicamente en febrero de 2011 como un reemplazo para el servidor Phyre original y proporciona funcionalidad adicional sobre Phyre, una interfaz más avanzada, una biblioteca de pliegues completamente actualizada y utiliza el paquete HHpred / HHsearch para la detección de homología entre otras mejoras. 

## Uso estándar
Después de proporcionar una secuencia de aminoácidos de proteínas en el formulario de envío Phyre o Phyre2, un usuario esperará típicamente entre 30 minutos y varias horas (dependiendo de factores como la longitud de la secuencia, el número de secuencias homólogas y la frecuencia y la longitud de las inserciones y deleciones) durante una predicción para obtener una estructura.El sistema envía un correo electrónico que contiene información resumida y la estructura prevista en formato PDB, se envían al usuario junto con un enlace a una página web que contiene los mismos resultados. La pantalla de resultados de Phyre2 se divide en tres secciones principales, que se describen a continuación. 

### Estructura secundaria y predicción desorden.

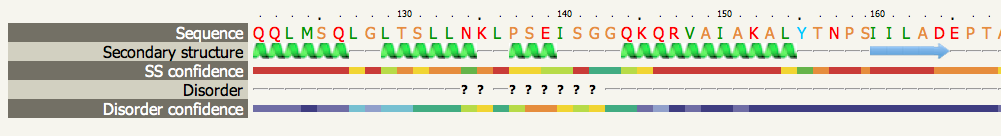
Ejemplo de salida de Phyre2 para la estructura secundaria y la predicción del trastorno

La secuencia de proteínas enviada por el usuario primero se escanea contra una base de datos de secuencias grandes utilizando PSI-BLAST . El perfil generado por PSI-BLAST luego se procesa mediante el programa de predicción de la estructura secundaria PsiPred y el predictor del desorden proteico Disopred. La presencia predicha de hélices alfa, cadenas beta y regiones desordenadas se muestra gráficamente junto con una barra de confianza codificada por colores. 

### Análisis de dominio

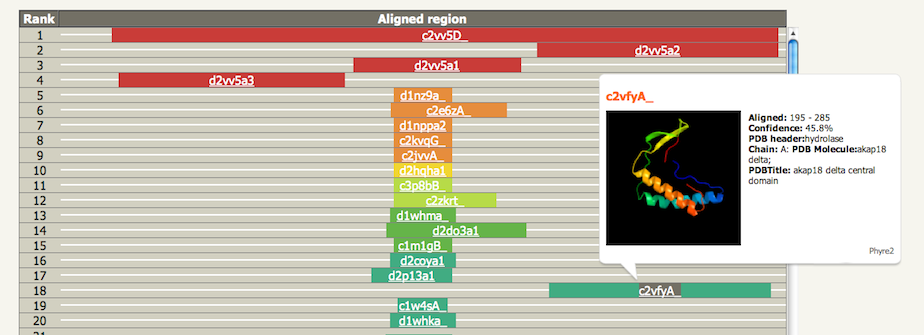
Ejemplo de salida de Phyre2 que muestra múltiples dominios y visor de modelos emergente

Muchas proteínas contienen múltiples dominios de proteínas . Phyre2 proporciona una tabla de coincidencias de plantillas codificadas por color por confianza e indicando la región de la secuencia de usuario coincidente. Esto puede ayudar en la determinación de la composición del dominio de una proteína. 

### Información detallada del modelo

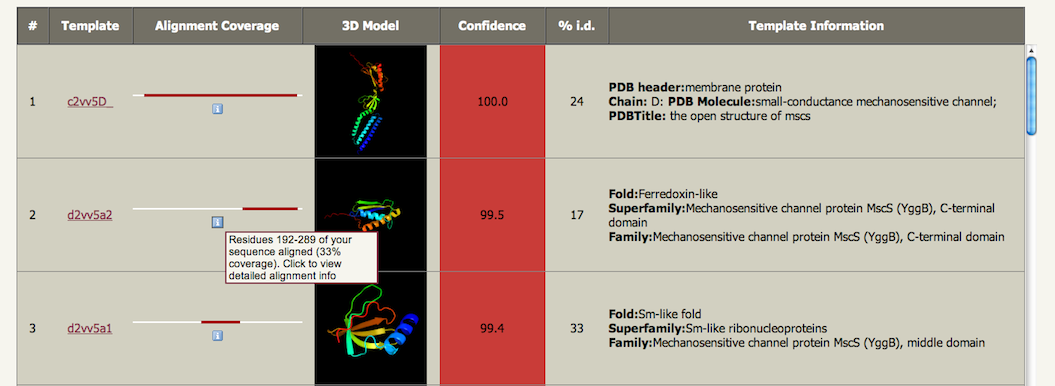
Ejemplo de tabla de información detallada de modelo de Phyre2

La tabla principal de resultados en Phyre2 proporciona estimaciones de confianza, imágenes y enlaces a los modelos pronosticados tridimensionales e información derivada de la base de datos de Clasificación Estructural de Proteínas (SCOP) o del Banco de Datos de Proteínas (PDB), dependiendo de la fuente de la plantilla detectada. Para cada coincidencia, un enlace lleva al usuario a una vista detallada de la alineación entre la secuencia del usuario y la secuencia de la estructura tridimensional conocida. 

### Visualiacion del alineamiento

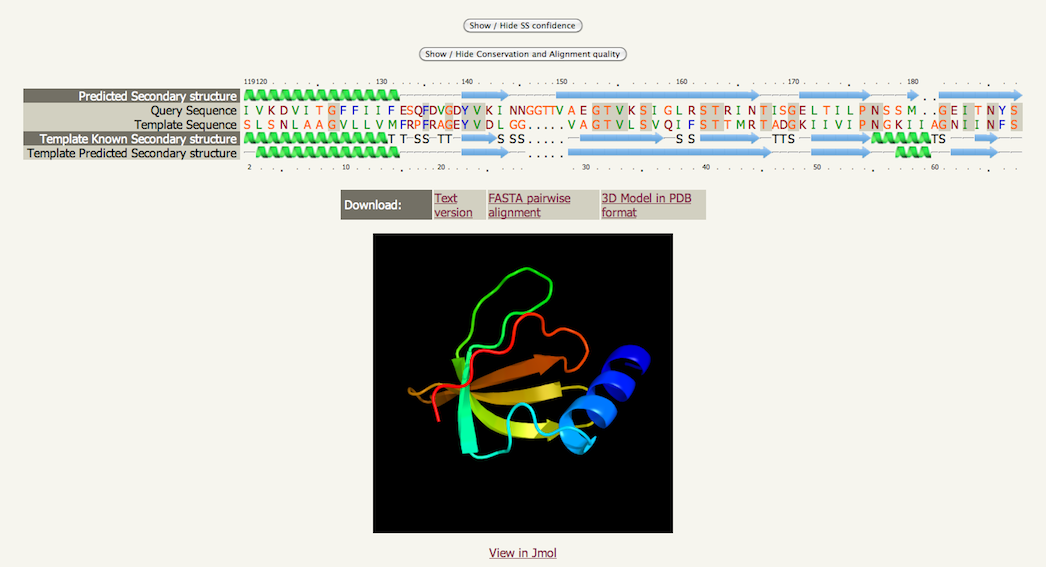
Ejemplo de una vista detallada de Phyre2 de la alineación entre una secuencia de usuario y una estructura de proteína conocida.

La vista detallada del alineamiento permite que un usuario examine los residuos alineados individuales, las coincidencias entre los elementos de la estructura secundaria predichos y conocidos y la capacidad de alternar la información con respecto a los patrones de conservación de secuencias y la confianza de la estructura secundaria. Además, Jmol se utiliza para permitir la visualización interactiva en 3D del modelo de proteína.

## Mejoras en Phyre2
Phyre2 utiliza una biblioteca de plegamientos que se actualiza semanalmente a medida que se resuelven las nuevas estructuras. Utiliza una interfaz más actualizada y ofrece una funcionalidad adicional a través del servidor Phyre como se describe a continuación. 

### Funcionalidades adicionales

#### Procesamiento por lotes
La función de procesamiento por lotes permite a los usuarios enviar más de una secuencia a Phyre2 cargando un archivo de secuencias en formato FASTA . De forma predeterminada, los usuarios tienen un límite de 100 secuencias en un lote. Este límite se puede aumentar contactando al administrador. Los trabajos por lotes se procesan en segundo plano en el poder de computación libre a medida que está disponible. Por lo tanto, los trabajos por lotes a menudo tomarán más tiempo que los trabajos enviados individualmente, pero esto es necesario para permitir una distribución justa de los recursos informáticos para todos los usuarios de Phyre2. 

#### Roscado uno a uno
El hilo uno a uno te permite cargar la secuencia que deseas modelar Y la plantilla en la que se debe modelar. Los usuarios a veces tienen una secuencia de proteínas que desean modelar con una plantilla específica de su elección. Esto puede ser, por ejemplo, una estructura recién resuelta que no se encuentra en la base de datos de Phyre2 o debido a alguna información biológica adicional que indica que la plantilla elegida produciría un modelo más preciso que el (los) seleccionado (s) automáticamente por Phyre2. 

#### Backphyre
En lugar de predecir la estructura 3D de una secuencia de proteínas, a menudo los usuarios tienen una estructura resuelta y están interesados en determinar si existe una estructura relacionada en un genoma de interés. En Phyre2, una estructura de proteína cargada se puede convertir en un modelo oculto de Markov y luego escanearse contra un conjunto de genomas (más de 20 genomas a partir de marzo de 2011). Esta funcionalidad se llama "BackPhyre" para indicar cómo se está utilizando Phyre2 a la inversa. 

#### Phyrealarm
A veces, Phyre2 no puede detectar coincidencias confiables con estructuras conocidas. Sin embargo, la base de datos de la biblioteca de pliegues aumenta en aproximadamente 40-100 nuevas estructuras cada semana. Por lo tanto, aunque no haya plantillas decentes esta semana, es posible que las haya en las próximas semanas. Phyrealarm permite a los usuarios enviar una secuencia de proteínas para que se escanee automáticamente contra nuevas entradas agregadas a la biblioteca de veces cada semana. Si se detecta un golpe seguro, se notifica automáticamente al usuario por correo electrónico junto con los resultados de la búsqueda de Phyre2. Los usuarios también pueden controlar el nivel de cobertura de alineación y la confianza en la coincidencia necesaria para activar una alerta de correo electrónico. 

#### 3DLigandSite
Phyre2 está acoplado al servidor 3DLigandSite para la predicción del sitio de unión a proteínas. 3DLigandSite ha sido uno de los servidores de mayor rendimiento para la predicción de sitios de enlace en la Evaluación crítica de técnicas para la predicción de la estructura de proteínas (CASP) en ( CASP 8 y CASP 9). Los modelos confiados producidos por Phyre2 (confianza> 90%) se envían automáticamente a 3DLigandSite. 

#### Predicción de la topología transmembrana
El programa memsat_svm se usa para predecir la presencia y la topología de cualquier hélice transmembrana presente en la secuencia de la proteína del usuario. 

#### Modelado multi-plantilla
Phyre2 permite a los usuarios elegir el modelado 'Intensivo' en la pantalla principal de envío. Este modo: 
- Examina la lista de resultados y aplica heurísticas para seleccionar plantillas que maximicen la cobertura y la confianza de la secuencia.
- Construye modelos para cada plantilla seleccionada.
- Utiliza estos modelos para proporcionar restricciones de distancia por pares que se ingresan en la herramienta de modelado ab initio y multiplataforma Poing.[11]
- Poing sintetiza la proteína del usuario en el contexto de estas restricciones de distancia, modeladas por resortes. Las regiones para las que no hay información de plantilla están modeladas por el modelo de física simplificada ab initio de Poing.
- El modelo completo generado por Poing se combina con las plantillas originales como entrada para MODELLER .

## Aplicaciones
Las aplicaciones de Phyre y Phyre2 incluyen la predicción de la estructura proteica, la predicción de la función, la predicción del dominio, la predicción de los límites del dominio, la clasificación evolutiva de las proteínas, la mutagénesis dirigida al sitio y la resolución de las estructuras cristalinas de las proteínas mediante reemplazo molecular . 
Hay dos recursos vinculados que utilizan las predicciones de Phyre para el análisis basado en la estructura de las variantes sin sentido típicamente resultantes de polimorfismos de un solo nucleótido . 
- PhyreRisk es una base de datos que mapea variantes genéticas a estructuras de proteínas experimentales y predichas por Phyre. La página de proteínas muestra las estructuras experimentales y predichas. Los usuarios pueden mapear variantes de coordenadas genéticas o de proteínas.[12]
- Missense3D es una herramienta que proporciona un informe estereoquímico sobre el efecto de una variante sin sentido en la estructura de la proteína. Los usuarios pueden cargar sus propias variantes y coordenadas, incluidas las estructuras de PDB y los modelos pronosticados por Phyre.[13]

## Historia
Phyre y Phyre2 son los sucesores del sistema de predicción de la estructura de la proteína 3D-PSSM que tiene más de 1400 citas hasta la fecha. 3D-PSSM fue diseñado y desarrollado por Lawrence Kelley y Bob MacCallum en el Laboratorio de modelado biomolecular en el Cancer Research UK . Phyre y Phyre2 fueron Lawrence Kelley en el grupo de bioinformática estructural, Imperial College London . Los componentes de los sistemas Phyre y Phyre2 fueron desarrollados por Benjamin Jefferys, Alex Herbert, y Riccardo Bennett-Lovsey. investigación y el desarrollo de ambos servidores fueron supervisados por Michael Sternberg . 